# Alulatettix
Alulatettix is een geslacht van rechtvleugeligen uit de familie doornsprinkhanen (Tetrigidae). De wetenschappelijke naam van dit geslacht is voor het eerst geldig gepubliceerd in 1993 door Liang.

## Soorten
Het geslacht Alulatettix omvat de volgende soorten:
- Alulatettix angustivertex Tsai & Yang, 2005
- Alulatettix anhuiensis Zheng, 2001
- Alulatettix bulbosus Zheng & Zhong, 2001
- Alulatettix chuxiongensis Zheng, 2001
- Alulatettix fornicata Ichikawa, 1993
- Alulatettix guangxiensis Zheng & Zhou, 1996
- Alulatettix interrupta Deng, Zheng & Wei, 2006
- Alulatettix kunmingensis Zheng, 2006
- Alulatettix leyensis Liang & Jiang, 2005
- Alulatettix ochrotibis Deng, Wang, Zheng & Wei, 2009
- Alulatettix qinlingensis Deng, Zheng & Wei, 2006
- Alulatettix wudangshanensis Wang & Zheng, 1997
- Alulatettix wufengensis Zhong & Zheng, 2003
- Alulatettix yunnanensis Liang, 1993
- Alulatettix zhengi Niu, 1994